# Johann Caspar Neubeck
Johann Caspar Neubeck (Friburgo in Brisgovia, 1545 – Vienna, 28 agosto 1594) è stato un vescovo cattolico austriaco.

## Biografia
Neubeck fu professore e poi rettore dell'Università di Friburgo. Il 4 febbraio 1575 fu nominato vescovo di Vienna da papa Gregorio XIII, dopo sei anni di vacanza della sede episcopale viennese. Il suo impegno a favore di questa sede, ad ogni modo, non fu dei più facili, in quanto molti simpatizzavano per i protestanti e le scarse condizioni finanziarie in cui versava la sede di Vienna non favorivano certamente un'azione incisiva da parte del clero. 
Ciò nonostante, riuscì nell'opera di controriforma a creare un nuovo seminario per sacerdoti per riparare innanzitutto alla defezione di sacerdoti. Con il supporto dei gesuiti, fondò monasteri per le clarisse e i visitazionisti che rinvigorirono la vita religiosa della diocesi.

## Genealogia episcopale e successione apostolica
La genealogia episcopale è:
- Arcivescovo István Fejérkővy
- Vescovo Johann Caspar Neubeck

La successione apostolica è:
- Vescovo Stanisław Pawłowski (1580)